# Никонорівка (Кропивницький район)
Никонорі́вка — село в Україні, у Кетрисанівській сільській громаді Кропивницького району Кіровоградської області. Населення становить 17 осіб.

## Населення
Згідно з переписом УРСР 1989 року чисельність наявного населення села становила 36 осіб, з яких 17 чоловіків та 19 жінок.
За переписом населення України 2001 року в селі мешкало 17 осіб. 100 % населення вказало своєю рідною мовою українську мову.